# Zenaida graysoni
La tortora di Socorro (Zenaida graysoni Lawrence, 1871) è un uccello che fa parte della famiglia dei Columbidi. Endemico dell'isola di Socorro nell'arcipelago delle isole Revillagigedo al largo della costa occidentale del Messico, è stato dichiarato dallo IUCN estinto in natura. L'ultimo avvistamento nel suo habitat naturale risale al 1972. La maggior parte degli esemplari rimasti (non più di 200 e forse meno di 100) sono ospitati presso alcuni zoo in Germania e negli Stati Uniti. Attualmente, è in preparazione un programma di reintroduzione della specie.

## Descrizione
La tortora di Socorro è un uccello di taglia media, che varia dai 26,5 ai 34 cm di lunghezza e 190 g di peso medio.
In genere, la tortora va d'accordo con i suoi simili. La testa e la parte inferiore del maschio sono color cannella scuro; la nuca è blu-grigia e il collo ha un colorito rosa iridescente, più marcato dopo la muta. La parte superiore, invece, è marrone-rossiccia.

La femmina e i piccoli hanno un colore più opaco del maschio. Le differenze principali di Z. graysoni dalla tortora luttuosa sono una colorazione più scura e un migliore sviluppo delle zampe, caratteristiche molto utili tra le rocce laviche e le foreste ombrose tipiche della sua isola natale. Nonostante non fosse presente la minaccia di predatori mammiferi nativi dell'isola, la costante presenza di falchi dalla coda rossa e di fregate rappresentava un pericolo per le tortore.

## Biologia

### Voce
Il richiamo di Z. graysoni inizia con un coo disillabico, seguito da tre singole chiamate e finisce con un altro coo disillabico: "Coo-oo, OO, OO, OO, Coo-oo". Ognuno di questi singoli richiami dura poco meno di un secondo.

### Riproduzione
In cattività, la femmina depone generalmente due uova bianche in un nido a 1-2,5 metri da terra. L'incubazione dura 14-17 giorni e la schiusa avviene dopo 14-20 giorni. La durata di vita della tortora è stimata in 6,6 anni.

### Rapporti con l'uomo
Tipicamente come molti uccelli nativi di isole dove non sono presenti mammiferi, la tortora di Socorro teme leggermente l'essere umano.

### Spostamenti
L'altitudine massima raggiungibile da una tortora di Socorro è di 950 m.

## Distribuzione e habitat
L'ultimo habitat in cui questa tortora è stata trovata era in una foresta umida a 500 metri sul livello del mare. Nel suo habitat erano presenti diverse piante di felci (Adiantopsis radiata, Asplenium formosum, Asplenium sessilifolium, Pleopeltis polypodioides var. aciculare, Polypodium alfredii, Polystichum muricatum, Pteridium caudatum, l'endemica Botrychium socorrense e l'endemica delle Revillagigedos  Cheilanthes peninsularis var. insularis), Guettarda insularis, Ilex socorroensis, Sideroxylon socorrense, Ficus cotinifolia e Psidium socorrense, apparentemente tutte native dell'isola di Socorro.

## Conservazione

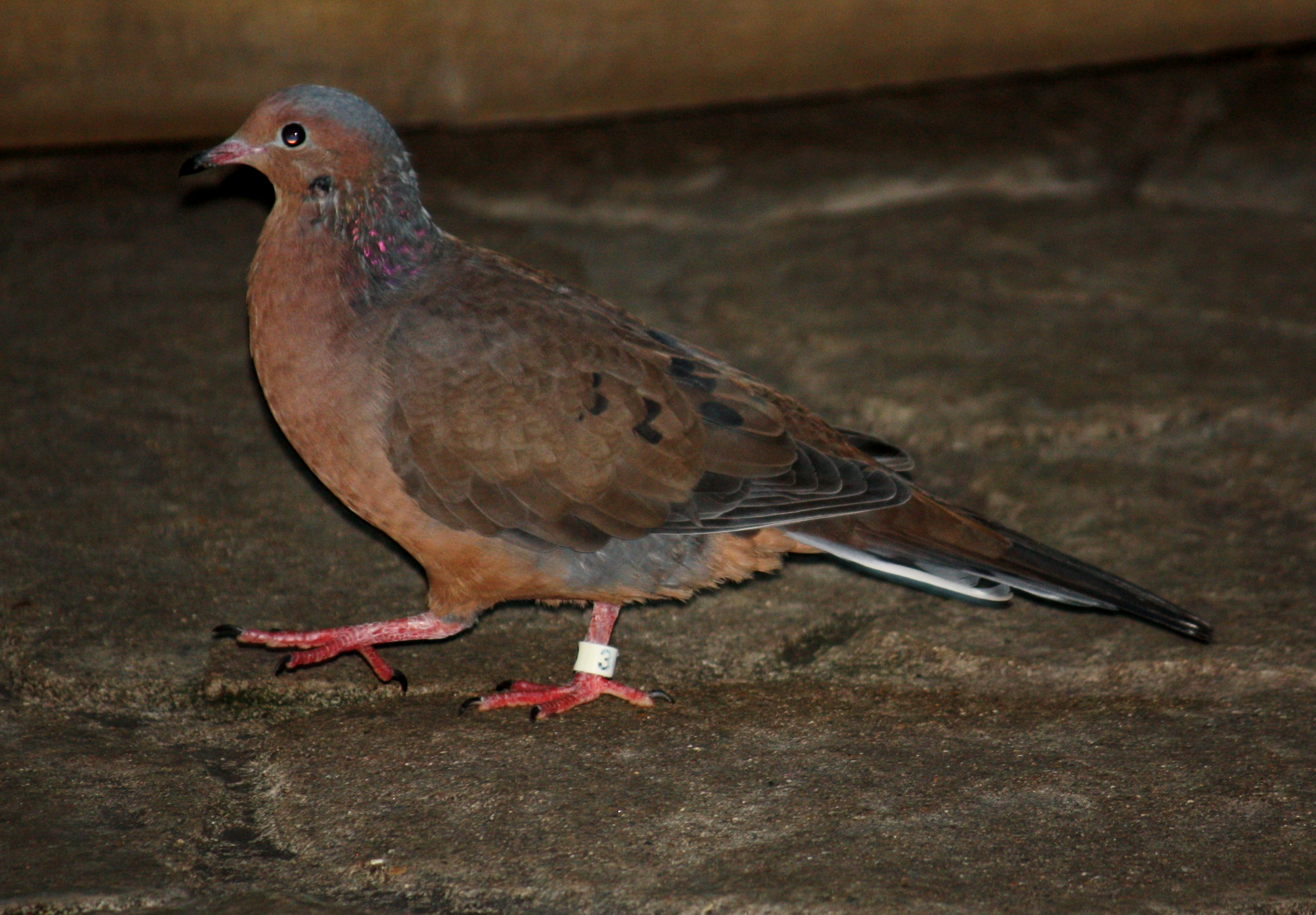
Un esemplare di Tortora di Socorro allo zoo di Louisville.

Si pensa che l'estinzione in natura di Z. graysoni sia stata provocata dalla caccia di gatti selvatici (introdotti all'inizio degli anni settanta), anche se si ritiene che il pascolo delle pecore possa aver distrutto i nidi o le uova dato che questi uccelli nidificano su degli arbusti. Un'altra ipotesi è quella della caccia umana, che può aver ridotto temporaneamente il numero di esemplari.

La maggior parte degli individui rimanenti sono ospitati presso alcuni zoo e altre strutture in Germania e negli Stati Uniti. Il 30 ottobre 2006, un esemplare di Z. graysoni è stato allevato con successo presso lo zoo di Londra. L'uccello è stato chiamato "Arnie" con riferimento alla famosa citazione I'll be back (in italiano Tornerò) di Arnold Schwarzenegger nel film Terminator, nell'isola di Socorro.

## Tentativi di reintroduzione
Al fine di proteggere questi uccelli ed eventualmente reintegrarli nella natura, sono stati effettuati vari tentativi di reintroduzione. Nel 1994 l'isola di Socorro è stata dichiarata biosfera da preservare. Inoltre, dato che il numero di individui in cattività è poco superiore a 100, diverse associazioni hanno iniziato ad allevarne alcuni. Queste includono l'Associazione europea degli zoo e degli acquari (EAZA), gli zoo di Francoforte e di Colonia. Nel 2013 il programma di allevamento della tortora è stato introdotto con successo in Messico dall'EAZA in collaborazione con varie agenzie governative come SEMAR, SEMARNAT e la marina messicana. Sempre nel 2013, tre tortore sono state portate allo zoo Africam Safari di Puebla.

### Azioni specifiche
Il piano di reintroduzione originale era di introdurre gli uccelli in Messico nel 2008; tuttavia, a causa di restrizioni nell'importazione e della necessità di permessi speciali, il programma ha subito dei ritardi. Alcuni individui sono stati ospitati negli Stati Uniti, fino a quando sono stati trasferiti in Messico nel 2013. Inoltre, nel 2005 i piani sono stati delineati per valutare il livello di erosione del suolo di Socorro a seguito della perdita di vegetazione. La marina messicana ha dichiarato di aver ridotto la popolazione ovina a circa 300 esemplari con ulteriori piani per sradicare tutte le pecore sull'isola tra il 2008 e il 2009, obiettivo raggiunto un anno più tardi, nel 2010.

Nel dicembre 2003 e nel gennaio 2004 alcuni esami hanno rilevato la presenza della malaria aviaria e della trichomoniasi aviaria nelle popolazioni di tortore delle isole vicine. Di conseguenza, sono state aumentate le raccomandazioni di sicurezza per la reintroduzione della specie.

Nel 2005 lo zoo di Edimburgo ha inviato 14 esemplari giovani allo zoo di Albuquerque come parte del programma di reintroduzione. Nel 2006 un'epidemia di influenza aviaria ha colpito l'Europa e successivamente sono state inviate 12 tortore all' Albuquerque Biological Park allo scopo di creare una sorta di "popolazione di riserva".

Sono state costruite, inoltre, alcune voliere sull'isola di Socorro tra il 2003 e il 2005.
Oltre agli sforzi per controllare i gatti, gli esseri umani e altri animali sull'isola, altri controlli sono in corso anche per controllare gli sciami di locuste sull'isola; infatti, invasioni di Schistocerca piceifrons si verificano almeno due volte l'anno sull'isola dal 1994, traducendosi in danni ai fiori autoctoni e alla vegetazione, rendendo quindi difficile la nidificazione alle tortore.